# CBBC (canal de televisión)
CBBC es un canal de televisión británico perteneciente a la BBC, y dirigido a niños entre 6 y 12 años. Complementa la programación infantil que se emite en BBC One y BBC Two. Fue estrenado el 11 de febrero de 2002, y emite entre las 7:00 y las 21:00 desde el 11 de abril, desde el 11 de febrero de 2002 hasta el 10 de abril de 2016 a las 19:00 en televisión digital terrestre (a través de la plataforma Freeview), así como por cable, satélite y IPTV, en la misma banda, aunque en una posición distinta, que BBC Three. CBeebies es su canal hermano dirigido a niños más pequeños.
El canal fue elegido Canal del año en los premios Children's BAFTA en noviembre de 2008.

## Historia
La marca de la CBBC (entonces Children's BBC) se estrenó el 9 de septiembre de 1985 en BBC One, y se lanzó como canal independiente en 2002. Tenía que compartir la banda con otro canal en la televisión digital terrestre. Inicialmente con BBC Knowledge en la plataforma ITV Digital, Pero cuando esta plataforma colapsó, el canal compartió banda con BBC Choice en la plataforma que la sustituyó, Freeview. En ambos casos, los canales estaban en números diferentes.
Desde el lanzamiento, el canal era bastante independiente de la marca de la cual fue creado. Mientras que en pantalla ambos usaban los mismos logos y muchos de los mismos presentadores, los estudios eran diferentes: el nuevo canal usaba los estudios TC2 del BBC Television Centre, mientras que la marca usaba el estudio TC9 construido para ese fin. Sin embargo, como el estudio TC2 era compartido con el resto de la BBC, otros programas, como boletines de noticias y programas de magazín se hacían en el mismo estudio.
El canal fue poco a poco diferenciándose de la marca original y se redujeron sus recursos: se redujeron presentadores de continuidad y los estudios se sustituyeron por un fondo de chroma en el estudio TC12. En 2007, la BBC confirmó los planes de una reestructuración masiva de la CBBC, con nuevos logos de canal, que comenzó el 3 de septiembre de 2007.
En los últimos años, el canal aumentó su accesibilidad al público: la nueva época depende fuertemente de su sitio web, y el rediseño de este en 2011 ha incrementado su acceso. El 22 de agosto de 2008, la oficina de prensa de la BBC anunció que el canal podría verse en directo por la web desde el 16 de septiembre, con la posibilidad de extender el horario hasta las 21:00 anunciada el 2 de marzo de 2010. La expansión de la CBBC continuó cuando se lanzó a través de la plataforma Sky a Irlanda el 12 de mayo de 2011, el mismo día que comenzó en Irlanda la emisión de BBC Three, BBC Four y CBeebies.

## Administración
El canal CBBC es operado por el departamento infantil de la BBC y es parte del grupo BBC North. BBC Children's estaba originalmente basado en la Torre Este del BBC Television Centre, pero se mudó a MediaCityUK en Salford en septiembre de 2011, y las presentaciones de programas utilizadas a lo largo del día se graban actualmente allí. El canal depende del controlador de CBBC Channel, Damian Kavanagh, en el puesto desde 2009, y del director de BBC Children's, Joe Godwin, también desde 2009, que está a cargo de la dirección del canal y de la marca asociada.

## Programación
Las competencias de CBBC son proporcionar una amplia variedad de contenido distintivo y de alta calidad para niños de 6 a 12 años, incluyendo drama, entretenimiento, comedia, animación, noticias y datos. La gran mayoría de este contenido debería ser producido en Reino Unido. CBBC debería proporcionar un entorno estimulante, creativo y divertido que también sea seguro y de confianza. El servicio debería tener un enfoque particular en el aprendizaje, con un enfasis en promover la participación.
CBBC Remit

La programación de la CBBC es muy similar a la que ofrece la marca en BBC One y BBC Two. El canal suele complementar a la marca con programas emitidos antes en los otros canales, repeticiones o series completas emitidas en un día, junto a otros contenidos exclusivos.

### Class TV
Como parte de sus competencias originales, el canal tenía que emitir cien horas anuales de programas escolares y educativos. Esto se consiguió introduciendo el contenedor Class TV en el canal, en el que se emitirían programas educativos durante aproximadamente dos horas al día avanzada la mañana, para luego continuar la programación normal por la tarde temprano. Muchos de estos programas serían viejos programas de BBC School, en algunos casos de décadas de antigüedad, los que tuvieran contenido que aún fuera relevante. Se hicieron pocos programas escolares inéditos.